# Cathkin Park (1884)
Der Cathkin Park (zwischen 1884 und 1903 Hampden Park, auch Second Hampden Park und New Cathkin Park genannt) ist ein Fußballstadion im schottischen Glasgow. Es war zwischen 1884 und 1903 das zweite von drei gleichnamigen Heimspielstätten des FC Queen’s Park. (siehe Hampden Park (1873)) Ab 1903 war es unter dem Namen Cathkin Park bekannt, das zweite gleichnamige Stadion von Third Lanark. (siehe Cathkin Park (1872)) Der Cathkin Park befindet sich im gleichnamigen Stadtpark in Glasgow. Der Park wird von der Parkabteilung der Stadt gepflegt und ist ein öffentlicher Ort, an dem noch Fußball gespielt werden kann.

## Geschichte
Der im Jahr 1867 gegründete FC Queen’s Park zog 1884 aus dem alten Hampden Park von 1873 hierher. 1903 verließ Queen’s Park den Hampden Park. Third Lanark übernahm den alten Hampden Park und benannte das Stadion in New Cathkin Park um. Später war dieser einfach als Cathkin Park bekannt.
Das letzte Spiel von Third Lanark in Cathkin fand am 25. April 1967 statt, als es ein 3:3-Unentschieden gegen Queen of the South gab. Im gleichen Jahr wurde der Verein aufgelöst.
Das Stadion verfiel daraufhin und der größte Teil des Stadions wurde nach und nach entfernt. 

## Galerie

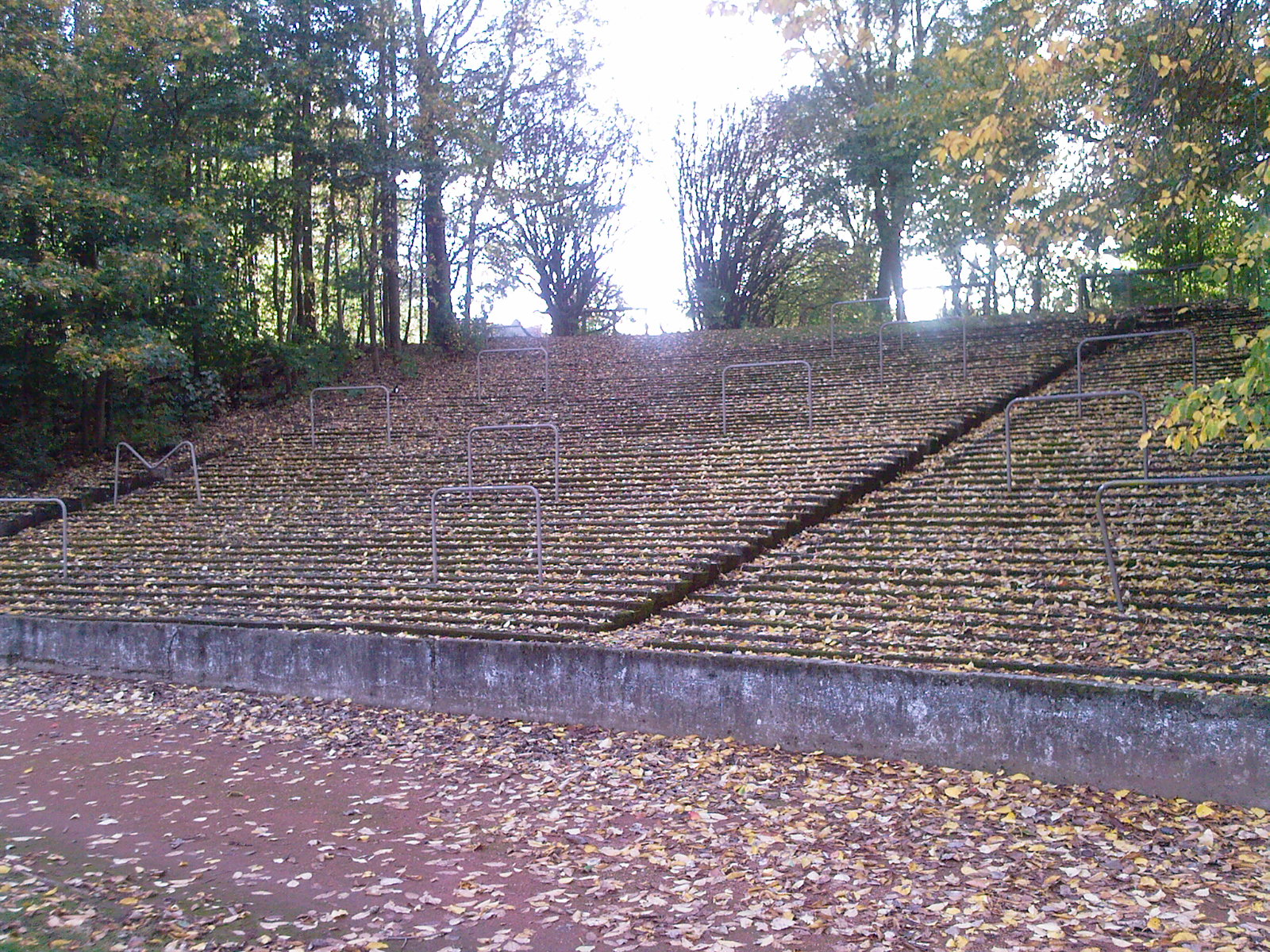
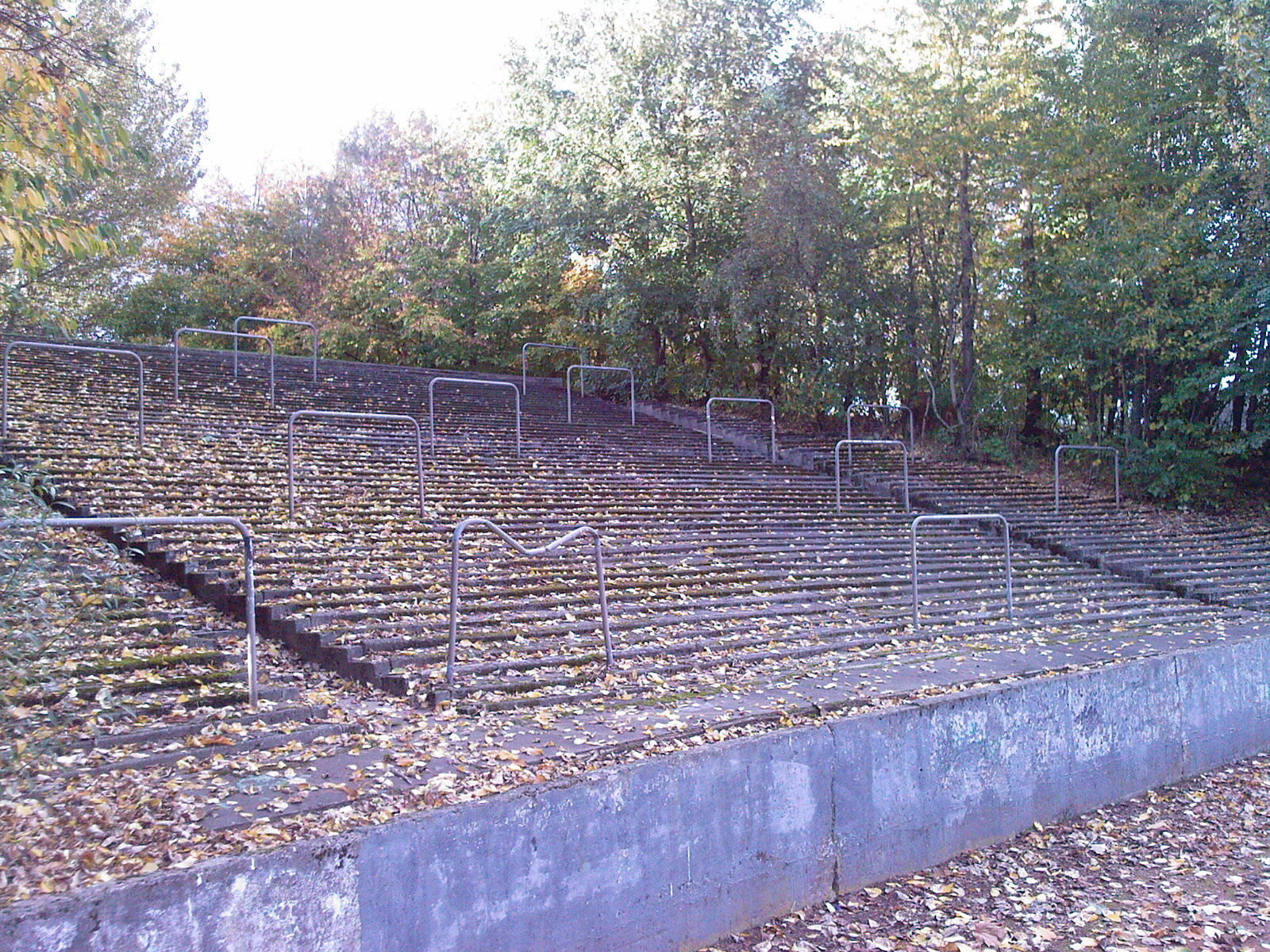
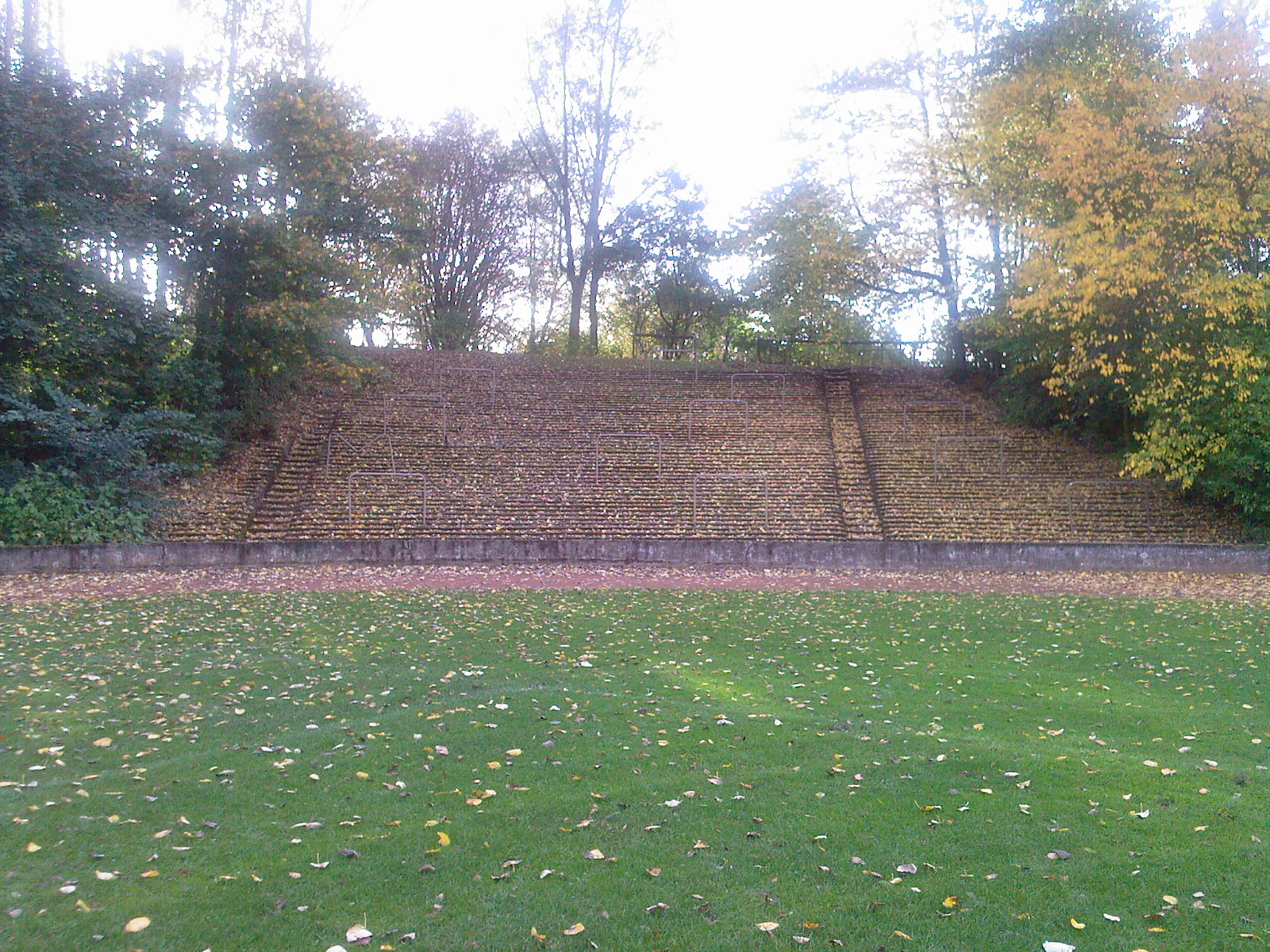